# Mario Chiattone
Mario Chiattone (Bergamo, 11 novembre 1891 – Lugano, 21 agosto 1957) è stato un architetto e pittore svizzero-italiano.

## Biografia
Figlio di Gabriele, noto litografo, tipografo e cartellonista attivo a Bergamo, e di Pia Greco. Nipote degli scultori Antonio e Giuseppe. Nel 1898 si trasferì a Milano dove studiò all'Accademia di Brera; qui entrò in contatto, fra gli altri, con Carlo Carrà, Umberto Boccioni, Antonio Sant'Elia. Fu uno dei primi aderenti e partecipò alla mostra del gruppo Nuove Tendenze. Aprì lo studio con Antonio Sant'Elia, con il quale condivise la ricerca stilistica per una nascente architettura moderna, ma a differenza di questi non aderì al Futurismo.
A seguito della prematura morte di quest'ultimo, nel dopoguerra si recò nel Canton Ticino e nel 1922 si stabilì a Lugano, dove continuò la sua attività di libero professionista, ottenendo l'attinenza di Iseo ed abbandonando ogni legame stilistico con il Futurismo.
Insieme a Sant'Elia è considerato uno dei progenitori dell'architettura futurista.

## Opere a stampa
- Architettura futurista, (1919)
- Italia nuova architettura (1931)

## Opere architettoniche
- Massagno - Casa Cattaneo (Azienda elettrica comunale) realizzata nel 1922 circa.
- Lugano - Palazzo residenziale e commerciale in via Vela realizzato nel 1927.
- Lugano-Cassarate - Scuola elementare, in via Concordia, progettata nel 1927.
- Lugano-Castagnola - Casa d'appartamenti, in via Riviera, progettata nel 1927.
- Bellinzona - Ricostruzione della Banca dello Stato, 1928-1930.
- Lugano - Casa Bettosini (Casa dei Sindacati) progettato nel 1931.
- Bellinzona - Sistemazione del giardino di Piazza Governo.
- Sala Capriasca-Condra - La casa PAM, realizzata nel 1932.
- Lugano-Viganello - La casa Tanzi, in via Al Lido, progettata  nel 1932.
- Lugano-Rovello - Cimitero di San Maurizio progettato nel 1935.
- Giubiasco - Il mercato coperto, 1937.
- Mendrisio - Il mercato coperto, in via Campo Sportivo, progettato e realizzato negli anni 1940-1943.
- Lugano-Viganello - La villa ex Beretta-Piccoli, in via Ruvigliana, progettata nel 1944.
- Lopagno-Scampo- La casa Maraini con oratorio privato, progettati nel 1944.
- Giubiasco - Progettazione (1944-1945) ed esecuzione (1957) del colombario alla Giorgio de Chirico nel cimitero.
- Mendrisio - La cantina sociale, in via Bernasconi, costruita nel biennio 1949-1950.
- Airolo - Cappella funeraria nel cimitero progettata nel biennio 1949-1950.
- Breganzona - La scuola elementare (centro civico), in via Camara, progettata nel 1952.
- Morcote-Arbostora- La Casa Chiattone, in Sentée da San Bartolomée, progettata nel 1953.
- Morcote - La cappella Gianini, nel cimitero, progettata nel 1955.
- Vico Morcote - La Casa Gianini, in via Sott i Nos, progettata nel 1956.

## Dipinti
- Lugano - Decorazioni a graffito della pasticceria Vanini in via Nassa, del 1925.
- Dalpe - Diverse cappelle votive affrescate nel 1950 circa.